# Serapeum (Sakkara)
Das Serapeum (altägyptisch Kemet; auch Kem) von Sakkara diente im Alten Ägypten der Bestattung und Verehrung der heiligen Apis-Stiere. Zu Lebzeiten wurden sie im Tempel des Ptah in Memphis gehalten. Nach ihrem Tod wurden die Stiere einbalsamiert und in den Katakomben des Serapeums beerdigt. Die Nekropolenanlage liegt unweit der Stufenpyramide des Königs (Pharao) Djoser. Obwohl der Stier schon während der ersten ägyptischen Dynastien als Machtsymbol dargestellt wurde und auch in den Pyramidentexten eine Begräbnisstätte für Stiere erwähnt wurde, sind die ersten Apis-Stiere erst aus der Zeit Amenophis III. belegt. Der römische Kaiser Honorius ließ das Serapeum schließen, und die in der Nähe angesiedelten koptischen Mönche zerstörten einen Großteil der Stiermumien.

## Geschichte
Die Bestattungen wurden bis zur Zeit Sethos’ I. in Einzelgräbern vorgenommen. Sein Sohn Ramses II. begann mit dem Ausbau der Gräber zu langen Galerien, wie sie bis zum Ende der Ptolemäerzeit benutzt wurden. Neben den Nekropolenbereichen für die Stiere standen hier ein Osiris- bzw. Apistempel, den Nektanebos I. erbauen ließ, und ein Balsamierungshaus. Der komplette Bezirk ist ca. 7 km lang.

## Erforschung
Der Franzose Paul Lucas war der erste, der im frühen 18. Jahrhundert die Anlage betrat. Zu seiner Zeit war es unter den Ägyptern noch normal, dass Gegenstände aus Nekropolen, vor allem in Kairo, verkauft wurden. Lucas berichtet daher auch von Apis-Stier-Kanopen und Teilen von Stiermumien, die er auf Märkten sah.
Auch Auguste Mariette wurde durch Kunstgegenstände, die auf Basaren angeboten wurden, auf das Serapeum aufmerksam. Er machte sich 1852 auf die Suche danach und grub den unter Sanddünen begrabenen Bezirk aus. Entlang eines Ganges entdeckte er 28 Grabnischen, in deren 24 jeweils ein leerer Granitsarkophag steht. Ein weiterer Sarkophag steht in einem Seitengang. Die Sarkophage zählen zu den größten des Altertums, ihr Gewicht wird inklusive Deckel auf bis zu 62 Tonnen geschätzt. Vier sind mit Inschriften versehen.

## Galerie

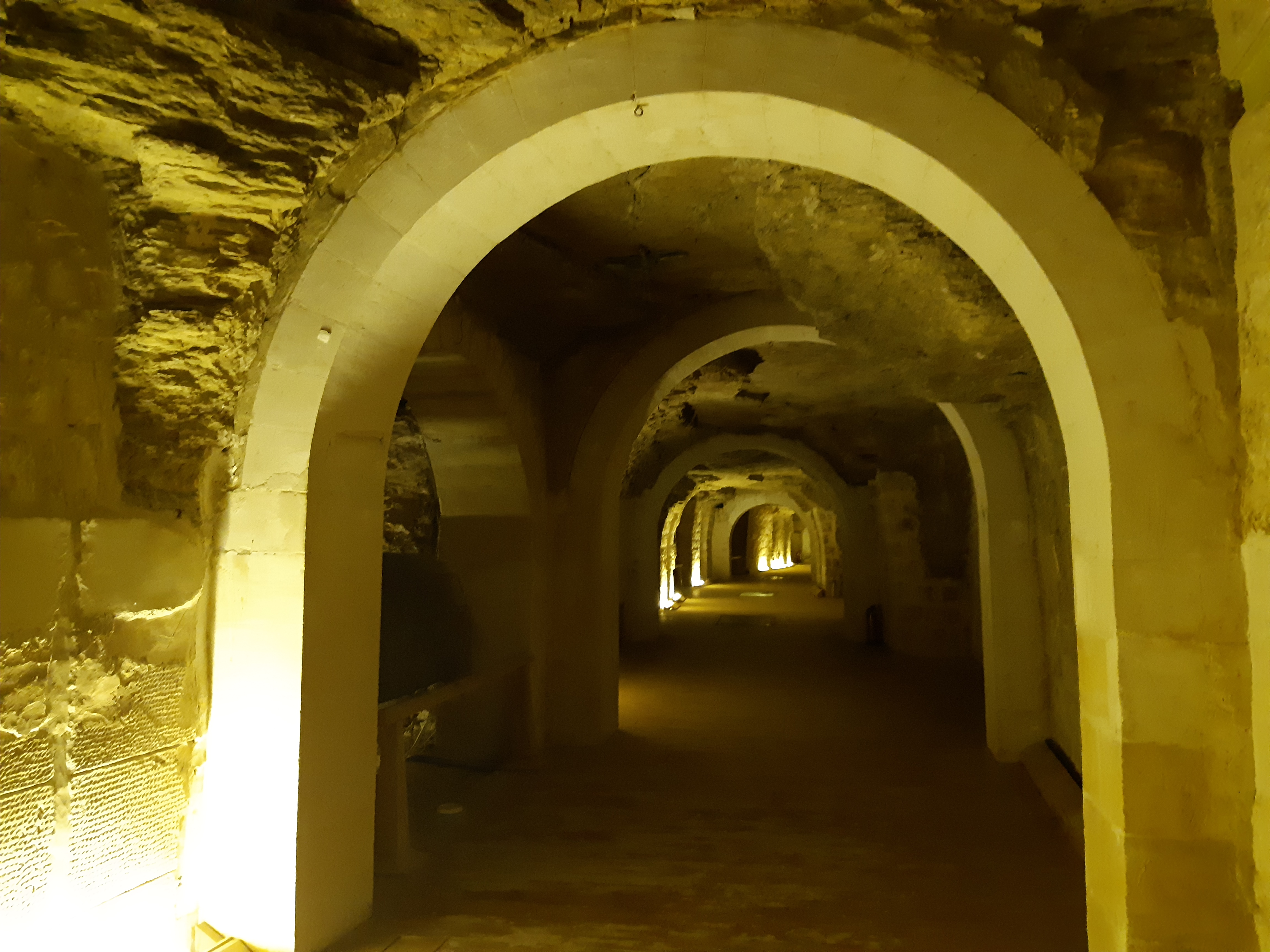
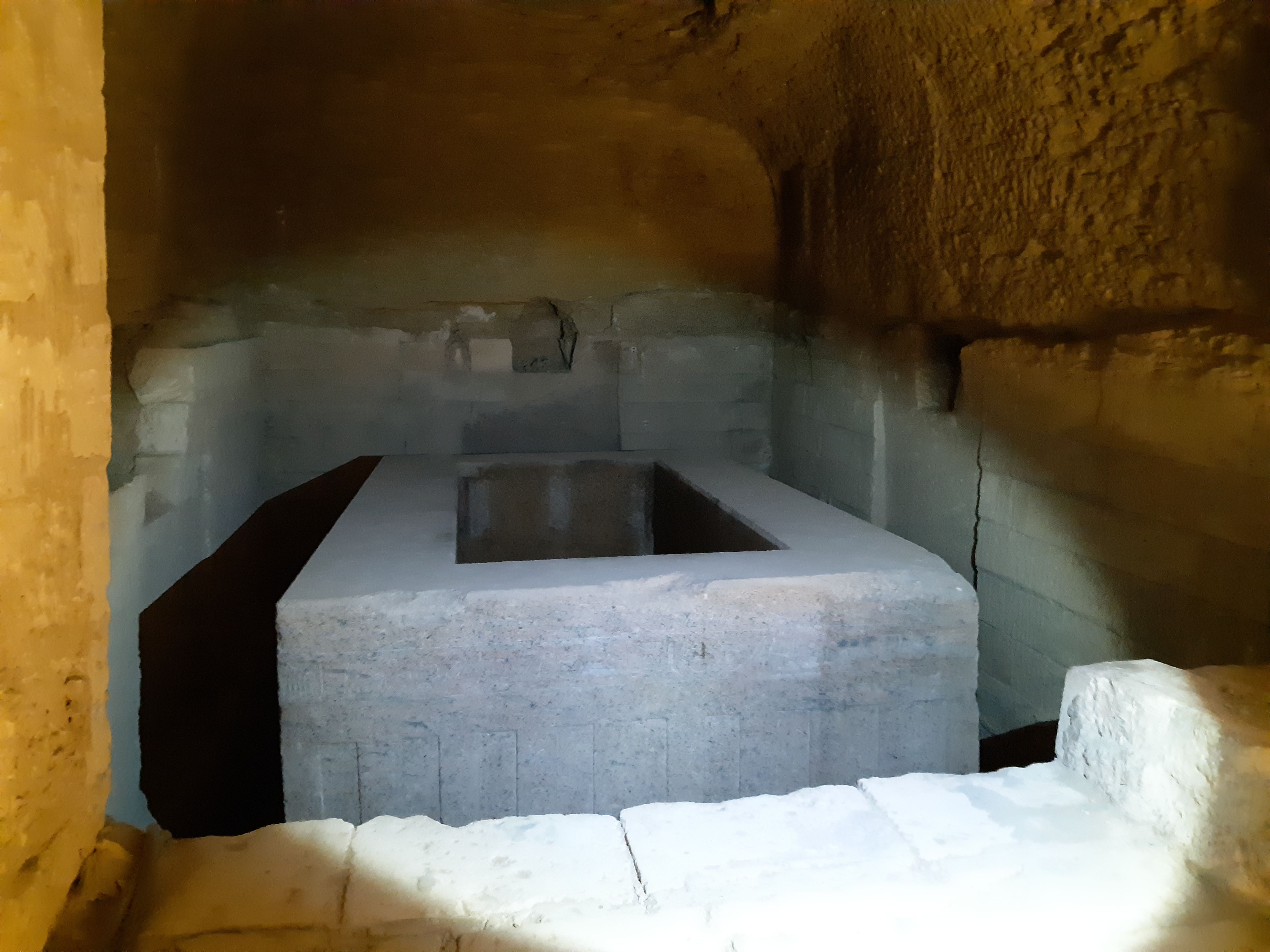
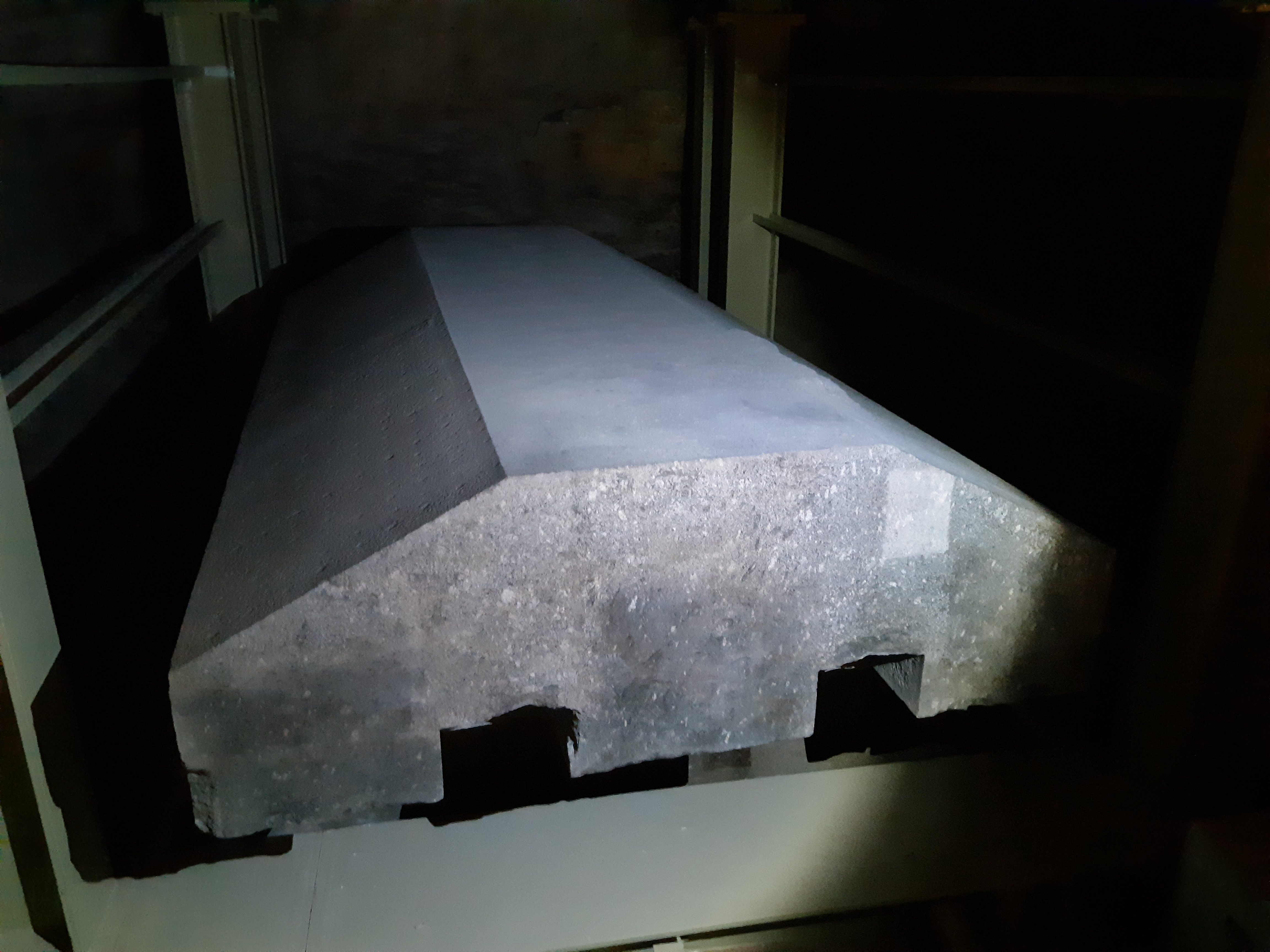
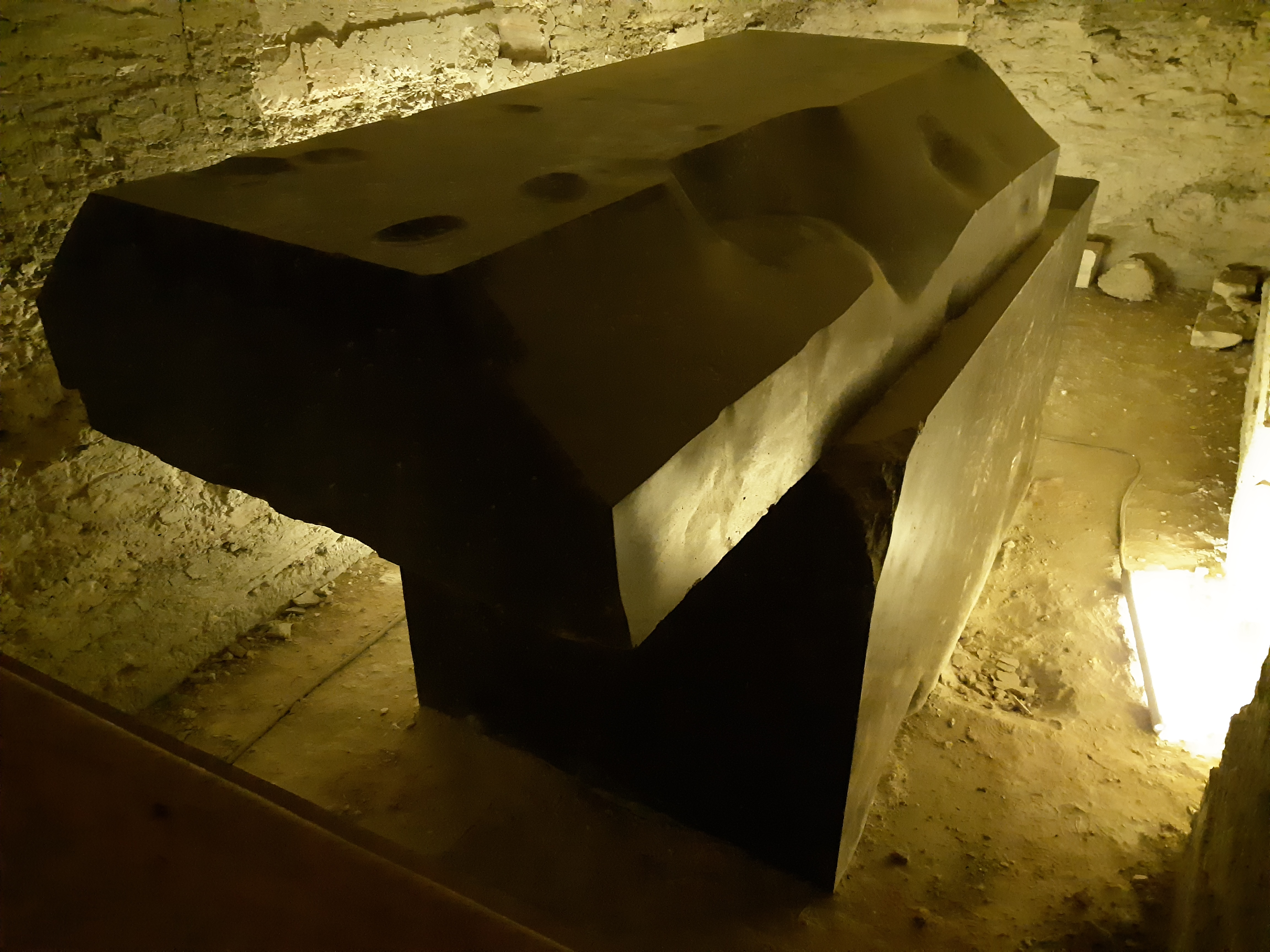
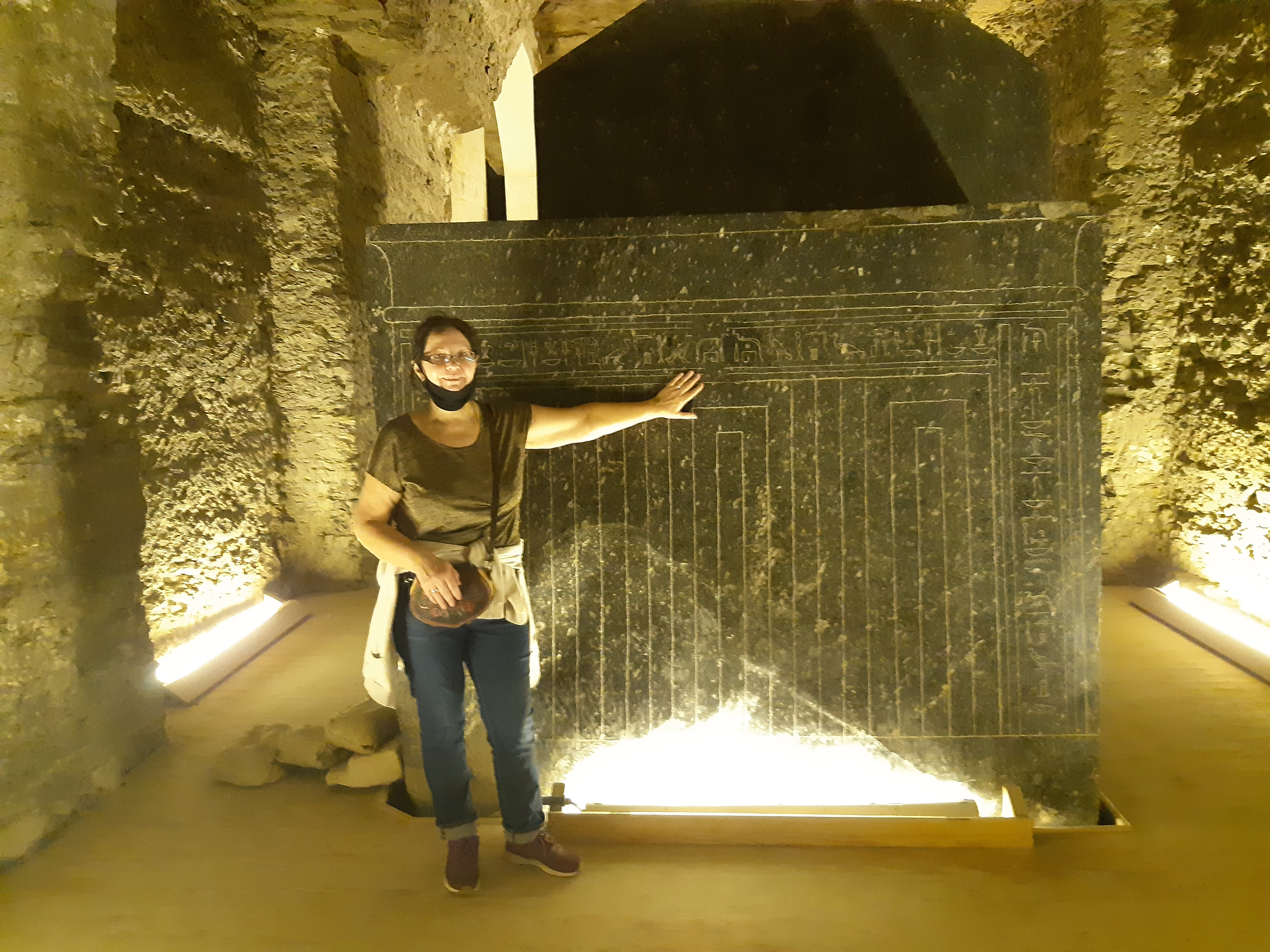
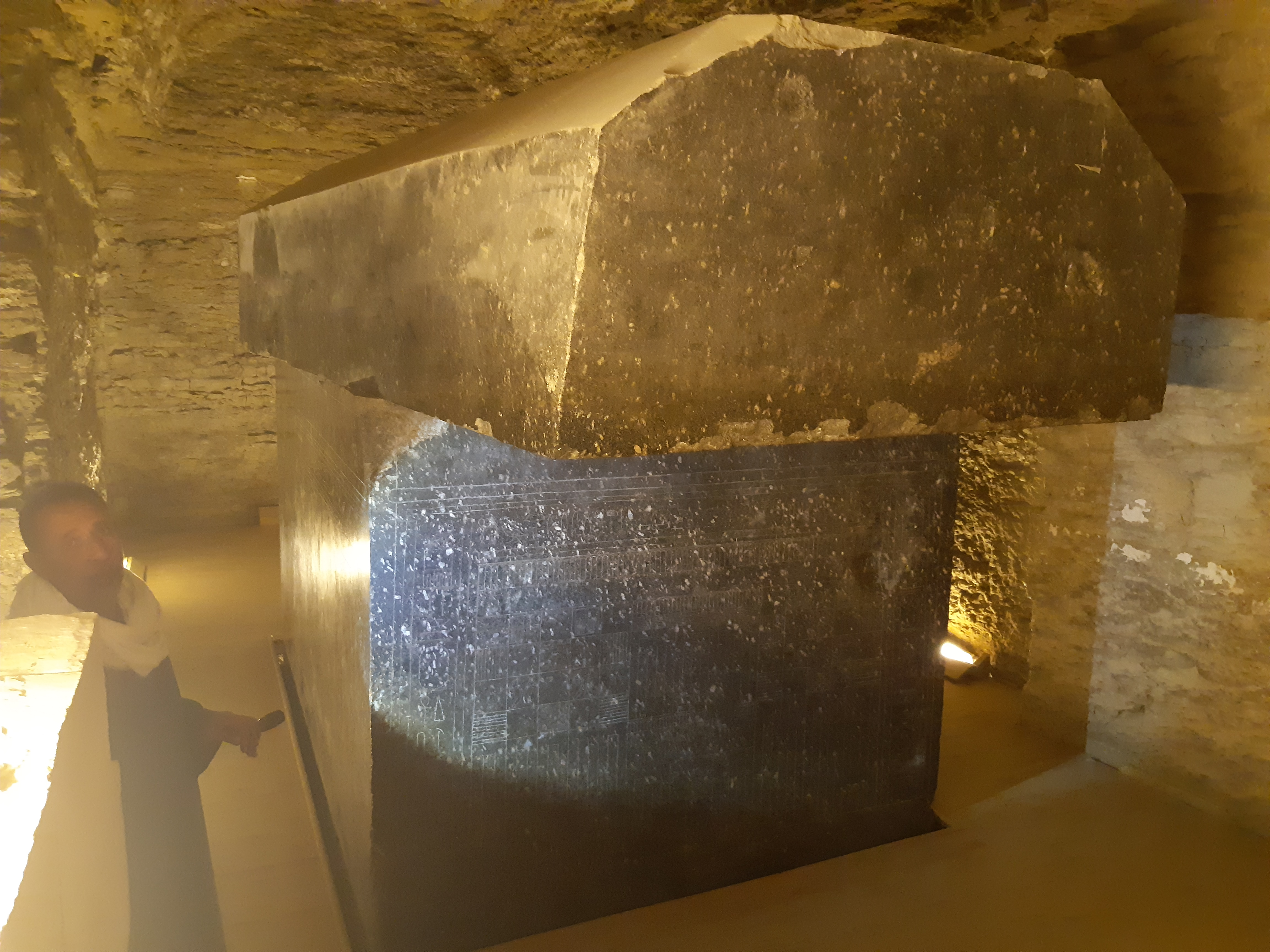

## Dokumentation
- Ägypten - Das Grab der heiligen Stiere. (Originaltitel: Égypte: le tombeau des taureaux sacrés.) TV-Dokumentation, Regie: Frédéric Wilner. Arte France, Frankreich 2022, deutsche Synchronfassung arte 2023.